# Chantal Thomas
Chantal Thomas (Lyon, 1945) é uma escritora francesa.
Foi aluna de Roland Barthes. Lecionou nas universidades de Yale e Princeton. Especialista na obra de Casanova e do Marquês de Sade, escreveu sobre estes e outros autores do século XVIII antes de se dedicar à ficção. Recebeu o Prêmio Femina de 2002 por seu primeiro romance, Les Adieux à la reine. Foi condecorada com a Ordem das Artes e Letras francesa.

## Obras
- Sade, L'œil de la lettre (1978)
- Casanova, Un voyage libertin (1985)
- Don Juan ou Pavlov, Essai sur la communication publicitaire (1991)
- La Reine scélérate, Marie-Antoinette dans les pamphlets (1989)
- Thomas Bernhard (1990)
- Sade (1994)
- La Vie réelle des petites filles (1995)
- Comment supporter sa liberté (1998)
- Les Adieux à la Reine (2002)
- La Lectrice-Adjointe (2003)
- Souffrir (2003)
- L’île flottante (2004)
- Apolline ou L’école de la Providence (2005)
- Le Palais de la reine (2005)
- Chemins de sable, Conversation avec Claude Plettner (2006)
- Jardinière Arlequin, Conversations avec Alain Passard (2006)
- Cafés de la mémoire (2008)
- Le Testament d'Olympe (2010)
- L'esprit de conversation (2011)
- L’Échange des princesses (2013)
- Un air de liberté. Variations sur l'esprit du xviiie siècle (2014)